# باشگاه فوتبال متروپولیتان
باشگاه فوتبال متروپولیتان یک باشگاه فوتبال پورتوریکویی از پایتخت سان خوآن است که در حال حاضر در لیگ پورتوریکو بازی می‌کند. این باشگاه بازی‌های خانگی خود را در پارکه ریپارتو متروپولیتانو برگزار می‌کند.